# Hohenbuehelia leightonii
Hohenbuehelia leightonii är en svampart som först beskrevs av Miles Joseph Berkeley, och fick sitt nu gällande namn av Roy Watling 1989. Hohenbuehelia leightonii ingår i släktet Hohenbuehelia och familjen musslingar.   Inga underarter finns listade i Catalogue of Life.